# 皮尼亞尼
49°34′15″N 23°18′4″E / 49.57083°N 23.30111°E
皮尼亞尼（烏克蘭語：Пиняни），是烏克蘭西部的村莊，隸屬利維夫州的桑比爾區。該村面積7.81平方公里，海拔高度273米，2015年人口784，人口密度每平方公里100.38人。